# Elzunia flavomaculata
Elzunia flavomaculata är en fjärilsart som beskrevs av Otto Staudinger 1885. Elzunia flavomaculata ingår i släktet Elzunia och familjen praktfjärilar. Inga underarter finns listade i Catalogue of Life.